# Pacuvia
La lex Pacuvia va ser una antiga llei romana aprovada a proposta del tribú de la plebs Sext Pacuvi, quan August era ja emperador.
Manava que el mes fins llavors anomenat Sextilis s'anomenés en endavant Augustus, en honor del monarca.